# Anne Stern

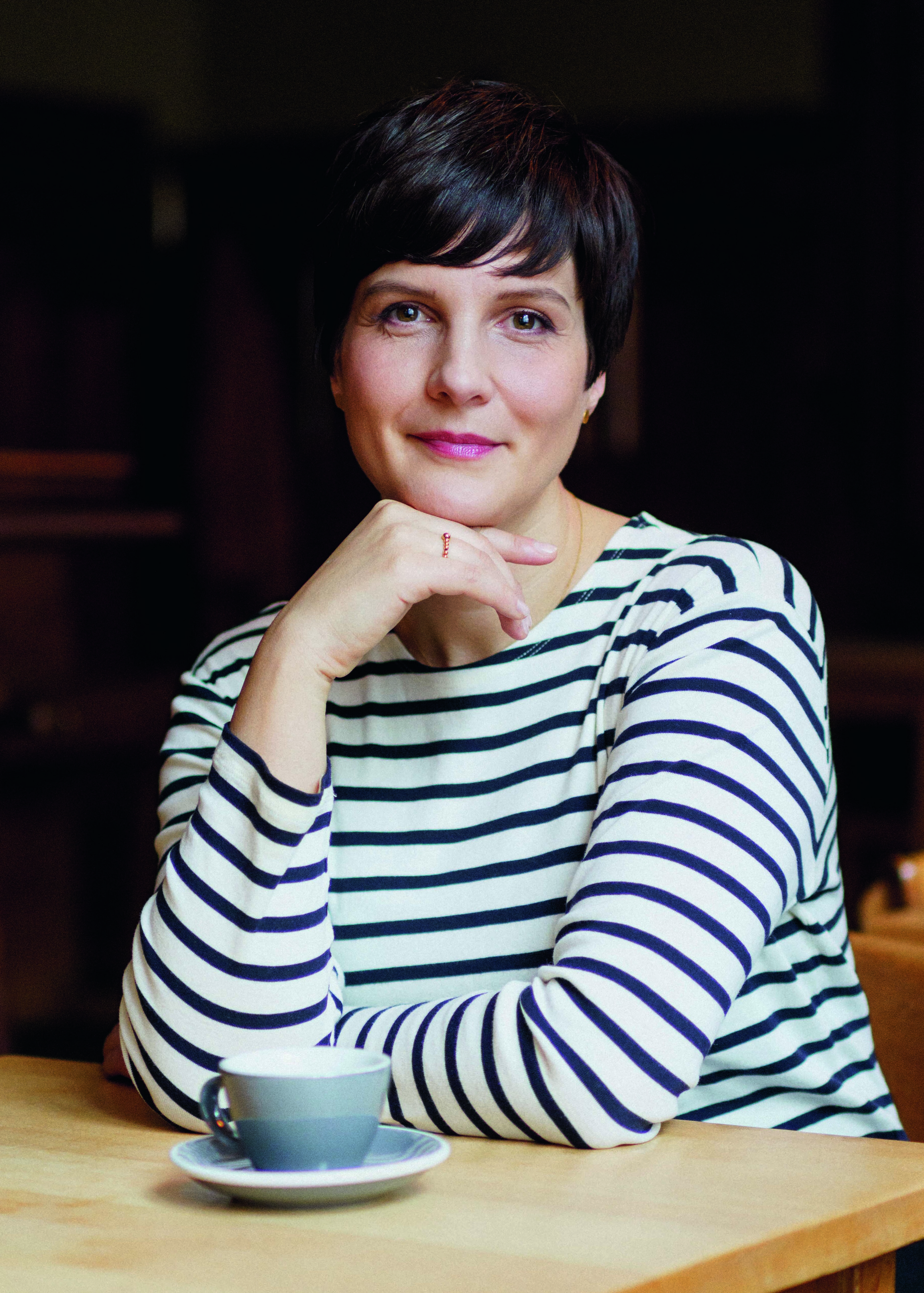
Anne Stern, 2023

Anne Stern (geboren 1982 in Berlin) ist eine deutsche Roman-Autorin.

## Leben
Stern wuchs in Berlin auf. Sie studierte in Potsdam Germanistik und Geschichte auf Lehramt und promovierte anschließend in deutscher Literaturwissenschaft. Nach dem Referendariat unterrichtete sie an verschiedenen Berliner Schulen. Heute ist sie freiberufliche Schriftstellerin.
Sie lebt mit ihrem Mann und ihren drei Kindern in Berlin-Lichterfelde.

## Wirken
In den Werken von Anne Stern stehen Frauen im Mittelpunkt. Die Handlungen spielen im historischen Berlin mit einem Schwerpunkt auf den 1920er und 1930er Jahren.
Stern begann ihre schriftstellerische Karriere zunächst nebenberuflich im Selbstverlag, wo sie die Reihen Die Familie Pauly-Saga und Die Frauen vom Karlsplatz zunächst als E-Book veröffentlichte. Dann wechselte sie zu einem Buchverlag: Die Reihe Fräulein Gold über eine Hebamme in den 1920er Jahren erschien im Rowohlt Verlag und erreichte die Bestseller-Listen. Die vorherige Reihe Die Frauen vom Karlsplatz wurde daraufhin zusätzlich als rororo-Taschenbuch veröffentlicht.
Anschließend schrieb sie eine fiktive Romanbiografie über die Freundschaft zwischen der Malerin Lotte Laserstein und ihrem Modell Traute Rose. 2022 erschien mit Drei Tage im August im Aufbau Verlag ein Roman über eine Chocolaterie in der Straße Unter den Linden, der 1936 angesiedelt ist.

## Werke (Auswahl)
- Meine Freundin Lotte. Rowohlt-Kindler, Hamburg 2021. ISBN 978-3-463-00026-8.
- Drei Tage im August. Aufbau Taschenbuch, Berlin 2022, ISBN 978-3-7466-3998-7.
- Lindy Girls. Aufbau Taschenbuch, Berlin 2023, ISBN 978-3-7466-4000-6.

Reihe Fräulein Gold
Die Werke sind auch als Hörbuchfassungen – gesprochen von Anna Thalbach – verfügbar.
- Schatten und Licht. Rowohlt Taschenbuch, 2020, ISBN 978-3-499-00427-8.
- Scheunenkinder. Rowohlt Taschenbuch, 2020, ISBN 978-3-499-00429-2.
- Der Himmel über der Stadt. Rowohlt Taschenbuch, 2021, ISBN 978-3-499-00431-5.
- Die Stunde der Frauen. Rowohlt Taschenbuch, 2021, ISBN 978-3-499-00652-4.
- Die rote Insel. Rowohlt Taschenbuch, 2022, ISBN 978-3-499-00916-7.
- Die Lichter der Stadt. Rowohlt Taschenbuch, 2023, ISBN 978-3-499-00918-1.
- Nacht über der Havel. Rowohlt Taschenbuch, 2024, ISBN 978-3-499-01340-9.

Reihe Die Frauen vom Karlsplatz
- Auguste. Rowohlt Taschenbuch, 2022, ISBN 978-3-499-00423-0.
- Henny. Rowohlt Taschenbuch, 2022, ISBN 978-3-499-00424-7.
- Vera. Rowohlt Taschenbuch, 2022, ISBN 978-3-499-00425-4.
- Maria. Rowohlt Taschenbuch, 2022, ISBN 978-3-499-00426-1.

Reihe Die Spielmanns
- Dunkel der Himmel, goldhell die Melodie. Rowohlt Taschenbuch, 2023, ISBN 978-3-499-01088-0.
- Das Opernhaus: Rot das Feuer. Rowohlt Taschenbuch, 2024, ISBN 978-3-499-01090-3.
- Das Opernhaus: Samtschwarz die Nacht. Rowohlt Taschenbuch, 2024, ISBN 978-3-499-01092-7.